# Người Ukraina tại Nga
Người Ukraina tại Nga (tiếng Nga: украинцы в России, đã Latinh hoá: ukraintsy v Rossii, tiếng Ukraina: українці в Росії, đã Latinh hoá: ukrayintsi v Rosiyi) tạo thành nhóm người di cư lớn nhất của người Ukraina. Năm 2010, 1,9 triệu người Ukraina sống ở Nga, chiếm hơn 1,4% tổng dân số Liên bang Nga và bao gồm nhóm dân tộc lớn thứ ba - sau sắc tộc Nga và Tatar. Ước tính 340.000 người sinh ra ở Ukraina (chủ yếu là thanh niên) định cư hợp pháp tại Nga mỗi năm. Sau khi Chiến tranh Donbass bùng nổ vào năm 2014, hơn 420.000 người xin tị nạn và người tị nạn từ Ukraina đã đăng ký tại Nga vào tháng 11 năm 2017.

## Lịch sử

### Lịch sử ban đầu
Đại hoàng tử Kiev Vladimir II Monomakh thành lập Công quốc Vladimir-Suzdal, và con trai ông Yuri Dolgoruki thành lập thành phố Moskva năm 1147. Tuy nhiên, đến cuối thế kỷ 12, sự nổi bật của Rus ' bắt đầu suy giảm khi vai trò trung tâm của Kiev trở nên bị tranh chấp bởi các nguyên tắc xung quanh ngày càng mạnh mẽ và độc lập hơn. Con trai của Dolgoruki Andrei I Bogolyubsky đã cướp phá Kiev vào năm 1169, một sự kiện cho phép Công quốc Vladimir-Suzdal giữ vai trò lãnh đạo của nhà nước Nga hiện đại.
Việc sa thải chính Kiev vào tháng 12 năm 1240 trong cuộc xâm lược của người Mông Cổ đã dẫn đến sự sụp đổ cuối cùng của nhà nước Rus. Đối với nhiều người dân ở đây, sự tàn bạo của các cuộc tấn công của người Mông Cổ đã phong ấn số phận của nhiều người chọn tìm nơi trú ẩn an toàn ở Đông Bắc. Năm 1299, Chủ tịch Thủ đô Kiev đã được Metropolitan Maximus chuyển đến Vladimir, giữ nguyên danh hiệu của Kiev. Khi Vladimir-Suzdal, và sau đó là Đại công tước Moskva tiếp tục phát triển không bị cản trở, mối liên kết tôn giáo chính thống giữa họ và Kiev vẫn mạnh mẽ. Các phái viên tiếp tục được gửi đến Moskva từ Kiev Pechersk Lavra. Các nghệ nhân, thợ xây dựng, thợ thủ công và giáo dân chuyên nghiệp cũng đã tới Moskva, nơi họ có thể dễ dàng kiếm sống hơn.
Người Nam Ruthian đã tìm thấy chính mình trong một tiểu bang mới của Đại công quốc Litva. Sau khi liên minh của Jogaila và Vương quốc Ba Lan vào năm 1386, nhà nước này chính thức trở thành người Công giáo trong vai trò lãnh đạo. Điều này đã cô lập phần lớn dân số Chính thống giáo, và chẳng mấy chốc, nhiều nhà lãnh đạo Ruthian đáng chú ý đã bắt đầu rời đến Moskva. Vào năm 1408, một nhóm quý tộc do Švitrigaila dẫn đầu cùng với giám mục Chernihiv cùng với một nhóm binh sĩ quan trọng đào thoát đến Moskva. Những người khác theo sau. Thương mại mặc dù ban đầu lẻ tẻ, đi qua Chernihiv và Putyvl.
Các cuộc Chiến tranh Nga-Litva thường xuyên có nghĩa là vào năm 1448, Thủ đô Moskva, mặc dù Byzantium sụp đổ, đã giành được quyền tự trị hoàn toàn cho Giáo hội Chính thống Nga. Danh hiệu của Kiev vẫn thuộc về Đô thị Kiev, thuộc thẩm quyền của Tổ phụ Constantinople.
Sự di cư đến Sa hoàng của Nga tiếp tục phát triển vào thế kỷ 16. Những ví dụ nổi bật bao gồm Michael Glinski, người đã tổ chức một cuộc nổi loạn mạnh mẽ chống lại sự cai trị của Litva vào tháng 2 năm 1508, tất cả những người tham gia cuộc nổi dậy, những người sẽ nhận được một danh hiệu tẩy chay cùng với các ngôi làng và vùng đất xung quanh Medyn để định cư. Vào giữa thế kỷ 16, Hetman Dmytro Vyshnevetsky người Ukraina đã đến thăm Moskva, nơi ông phục vụ trong triều đình của Sa hoàng Ivan IV và nhận lại thành phố Belyov trên sông Tulavà các ngôi làng xung quanh và nhà dân như là phần thưởng. Thương mại cũng tăng trưởng đáng kể trong thời kỳ này, và nhiều Slobodas của Ukraina đã được thành lập tại các thành phố của Nga.
Nhiều người định cư Ukraina đã định cư ở các khu vực nằm giữa Zasechnaya cherta cũ và tuyến phòng thủ mới sẽ bảo vệ Nga khỏi các cuộc đột kích thường xuyên của Nogais và Người Tatar Krym. Điều này đã được biết đến như Sloboda Ukraina, và các pháo đài ban đầu, như Kursk, Voronezh và Kharkovđược thành lập và định cư bởi những người nông dân Ukraina phục vụ các đồn bốt đóng quân ở đó. Theo các bài viết của thương nhân người Anh D. Fletcher năm 1588, những thị trấn đồn trú này có 4300 binh sĩ trong đó 4000 người đến từ Ukraina. Số lượng người định cư Ukraina ở biên giới phía nam của Nga đã tăng lên sau các cuộc nổi dậy không thành công chống lại người Ba Lan. Kết quả là, phần lớn dân số trở nên hỗn hợp.

### Thế kỷ 17 và 18
Sau Hiệp ước Pereyaslav năm 1654, di cư sang Nga từ Ukraina tăng lên. Ban đầu, đây là đến Sloboda Ukraina, nhưng cũng đến vùng Don và khu vực sông Volga. Ngoài ra còn có một cuộc di cư đáng kể đến Moskva, đặc biệt là bởi các nhà hoạt động của nhà thờ: linh mục và tu sĩ, học giả và giáo viên, nghệ sĩ, dịch giả, ca sĩ và thương nhân. Một thuộc địa được xây dựng ở Moskva có tên là Malorossiysky dvor. Năm 1652, 12 ca sĩ dưới sự chỉ đạo của Ternopolsky chuyển đến Moskva, 13 sinh viên tốt nghiệp của trường đại học Kiev-Mogilla chuyển đến dạy cho các quý ông Moskva. Nhiều linh mục và quản trị viên nhà thờ di cư từ Ukraina, đặc biệt là Tu viện Andreyevsky các giáo sĩ Ukraina thành lập. Điều này có ảnh hưởng lớn đến Nhà thờ Chính thống Nga, và các chính sách của Thượng phụ Nikon đã dẫn đến nhóm Cựu giáo ly khai. Ảnh hưởng của các giáo sĩ Ukraina tiếp tục tăng lên, đặc biệt là sau năm 1686, khi Tòa gím mục Kiev được chuyển từ Thượng phụ Constantinople sang Thượng phụ Moskva.
Ngay sau đó, việc bãi bỏ Tòa thượng phụ bởi Peter I, Stephen Yavours, người Ukraina đã trở thành giám mục Moskva, tiếp theo là Feofan Prokopovich. Demetrius của Rostov trở thành Tobol và Siberia, và từ 1704 Rostov và Yaroslavl. Có hơn 70 vị trí hàng giáo phẩm Chính thống giáo là dân di cư từ Kieve tới. Học sinh của trường đại học Kiev-Mohyla bắt đầu các trường học và hội thảo ở nhiều trường đại học Nga. Đến năm 1750, hơn 125 tổ chức như vậy đã được mở. Kết quả là, những sinh viên tốt nghiệp này thực tế đã kiểm soát giáo hội Nga bằng các vị trí chủ chốt (cho đến gần cuối thế kỷ 18). Theo Prokopovich, Viện Hàn lâm Khoa học Nga được khai trương vào năm 1724, được chủ trì từ năm 1746 bởi Kirill Razumovsky người Ukraina.
Triều đình Moskva có một dàn hợp xướng được thành lập vào năm 1713 với 21 ca sĩ đến từ Ukraina. Nhạc trưởng trong một khoảng thời gian là A. Vedel. Năm 1741, 44 nam, 33 nữ và 55 nữ được chuyển đến Sankt Peterburg từ Ukraina để hát và giải trí. Năm 1763, nhạc trưởng của dàn hợp xướng triều đình là M. Poltoratsky và sau này là Dmitry Bortniansky. Nhà soạn nhạc Maksym Berezovsky cũng làm việc tại Sankt Peterburg vào thời điểm đó. Một sự hiện diện quan trọng của Ukraina cũng ghi nhận trong Học viện Nghệ thuật.
Sự hiện diện của Ukraina trong Quân đội Nga cũng tăng lên đáng kể, nhiều nhất là ngay sau Trận Poltava năm 1709. Một số lượng lớn người Ukraina định cư quanh Sankt Peterburg và được thuê trong việc xây dựng thành phố, các pháo đài và kênh đào khác nhau.
Một loại người di cư riêng biệt là những người bị chính phủ Nga trục xuất về Moskva để thể hiện tình cảm chống Nga. Những người bị trục xuất được đưa đến Moskva ban đầu để điều tra, và sau đó bị đày đến Siberia, Arkhangelsk hoặc Quần đảo Solovetsky. Trong số những người bị trục xuất có các ngôi sao sáng cossack của Ukraina như D. Mhohohrishny, Ivan Samoylovych và Petro Doroshenko. Những người khác bao gồm tất cả gia đình của hetman Ivan Mazepa, A. Vojnarovsky và những người trong lực lượng Cossack của Mazepa đã trở về Nga. Một số người bị giam cầm trong suốt quãng đời còn lại như Pavlo Polubotok,Pavlo Holovaty, P. Hloba và Petro Kalnyshevsky.

### Thế kỷ 19

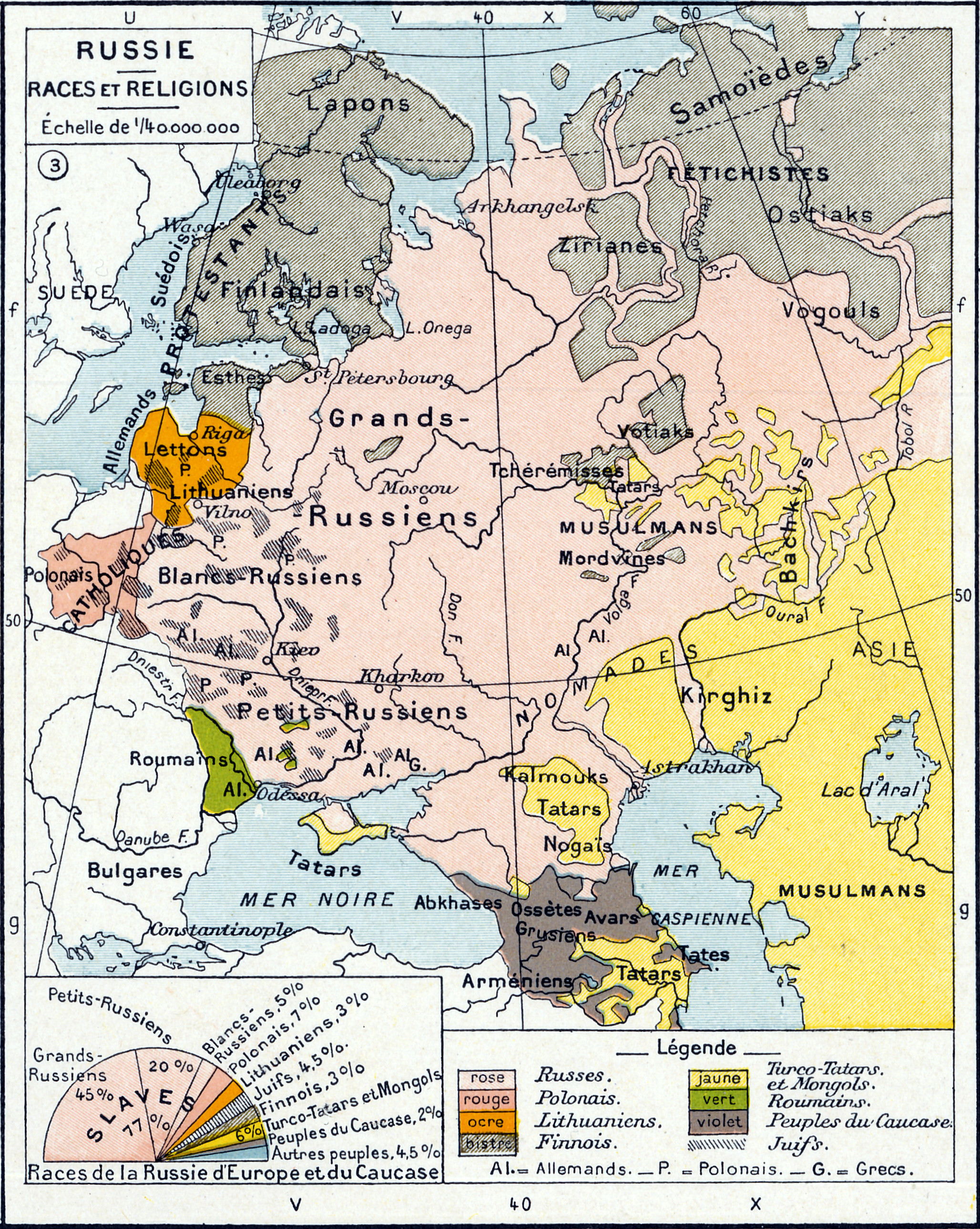
Bản đồ dân tộc Nga châu Âu trước Thế chiến thứ nhất.

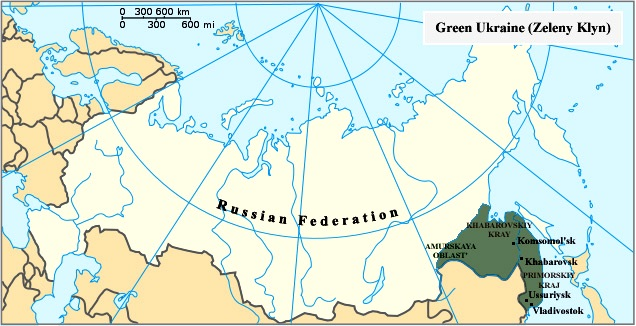
Ukraina Xanh tên tiếng Ukraina lịch sử của vùng đất ở vùng Viễn Đông của Nga

Bắt đầu từ thế kỷ 19, đã có một cuộc di cư liên tục từ Belarus, Ukraina và Bắc Nga để định cư các khu vực xa xôi của Đế quốc Nga. Lời hứa về đất đai màu mỡ tự do là một yếu tố quan trọng đối với nhiều nông dân cho đến năm 1861, sống dưới thời nông nô. Trong thời kỳ thuộc địa của những vùng đất mới, một đóng góp đáng kể đã được thực hiện bởi người dân tộc Ukraina. Ban đầu, người Ukraina thuộc địa các vùng lãnh thổ biên giới ở vùng Kavkaz. Hầu hết những người định cư này đến từ Bờ trái Ukraina và Slobozhanshchyna và chủ yếu định cư ở khu vực Stavropol và Terek. Một số khu vực nhỏ gọn của người Don, người Volga và người Ural cũng đã được giải quyết.
Người Ukraina đã tạo ra các khu định cư lớn ở Nga thường trở thành đa số ở một số trung tâm nhất định. Họ tiếp tục bồi dưỡng truyền thống, ngôn ngữ và kiến trúc của họ. Cấu trúc và chính quyền làng của họ khác một chút so với dân số Nga bao quanh họ. Trường hợp dân cư bị pha trộn, quá trình Nga hóa thường diễn ra. Quy mô và khu vực địa lý của các khu định cư Ukraina lần đầu tiên được nhìn thấy trong quá trình Tổng điều tra của Đế quốc Nga năm 1897. Điều tra dân số này chỉ lưu ý ngôn ngữ, không phải dân tộc. Tuy nhiên, tổng cộng 22.380.551 người nói tiếng Ukraina đã được ghi lại. Trong các lãnh thổ châu Âu của Nga, 1.020.000 người Ukraina, ở châu Á (không bao gồm người da trắng), 209.000 người đã được ghi nhận. Từ năm 1897-1914, sự di cư mạnh mẽ của người Ukraina đến người Ural và châu Á vẫn tiếp tục, và được đo là 1,5 triệu trước khi ngừng năm 1915.

### Thế kỉ 20

#### Hình thành biên giới Ukraina

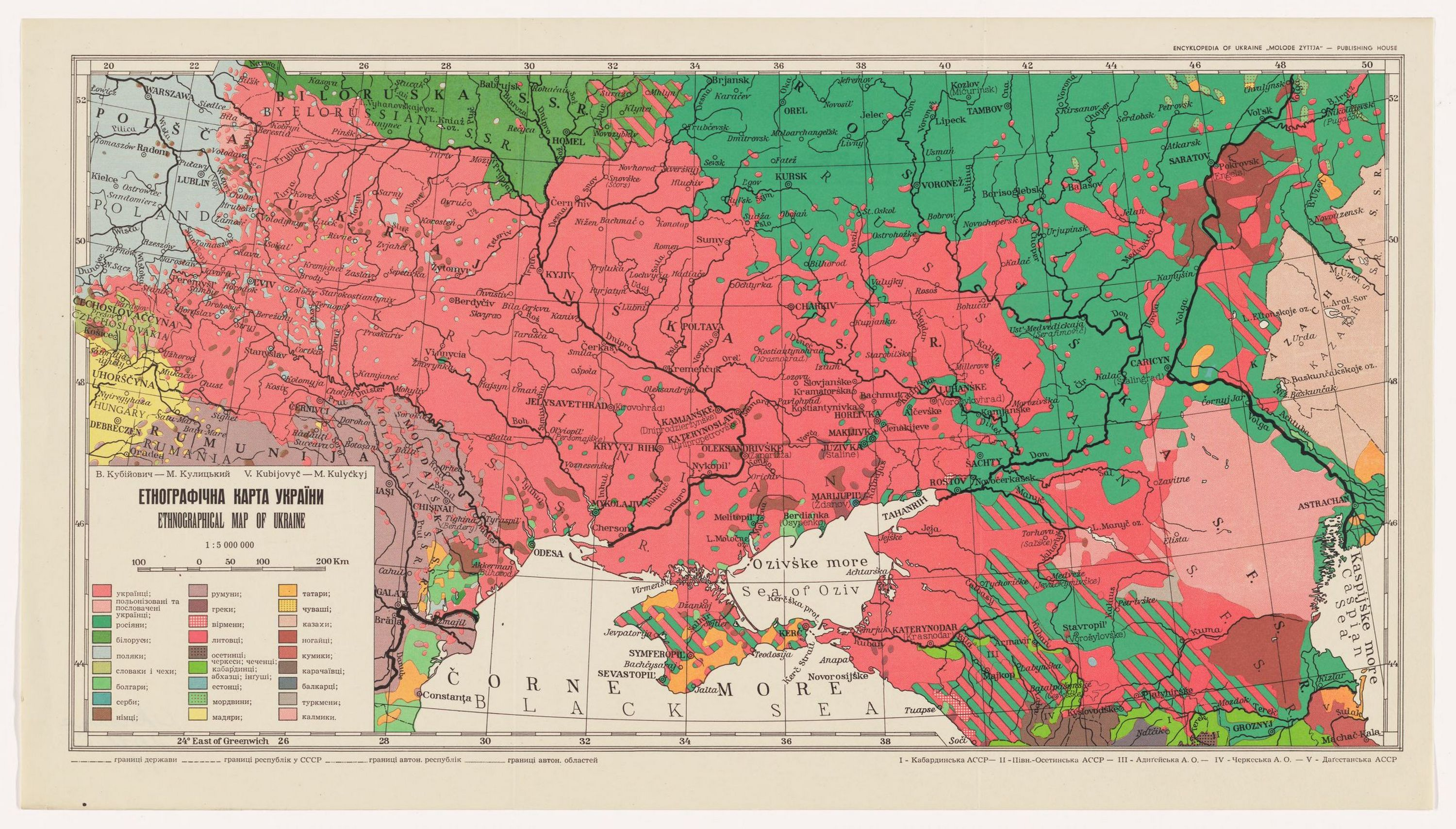
Bản đồ dân tộc học của Ukraina, cho thấy ranh giới dân tộc học của người dân tộc Ukraina vào đầu thế kỷ 20.

Cuộc điều tra dân số đầu tiên của Đế quốc Nga, được tiến hành vào năm 1897 đã đưa ra số liệu thống kê về việc sử dụng ngôn ngữ trong Đế quốc Nga theo biên giới hành chính. Việc sử dụng rộng rãi tiếng Nga nhỏ (và trong một số trường hợp là sự thống trị) đã được ghi nhận ở chín Thống đốc phía tây nam và tỉnh Kuban. Khi biên giới tương lai của nhà nước Ukraina được đánh dấu, kết quả của cuộc điều tra dân số đã được xem xét. Kết quả là, biên giới dân tộc học của Ukraina trong thế kỷ 20 lớn gấp đôi so với Cossack Hetmanate được sáp nhập vào Đế quốc Nga vào ngày 17.
Một số khu vực có dân cư hỗn hợp gồm cả dân tộc Ukraina và Nga cũng như các dân tộc thiểu số khác. Chúng bao gồm lãnh thổ của Sloboda và Donbass. Những vùng lãnh thổ nằm giữa Ukraina và Nga. Điều này đã để lại một cộng đồng lớn của các dân tộc Ukraina ở phía biên giới Nga. Biên giới của Cộng hòa Nhân dân Ukraina tồn tại phần lớn được bảo tồn bởi Ukraina Xô viết.
Trong quá trình giữa những năm 1920, quá trình cải cách hành chính một số vùng lãnh thổ, ban đầu dưới Ukraina Xô viết đã được nhượng lại cho SFSR của Nga, như các thành phố Taganrog và Shakhty ở phía đông Donbass. Vào thời điểm đó, Ukraina Xô viết đã giành được một số vùng lãnh thổ được hợp nhất vào Sumy Oblast ở vùng Sloboda.

#### Di cư thời Liên bang Xô viết

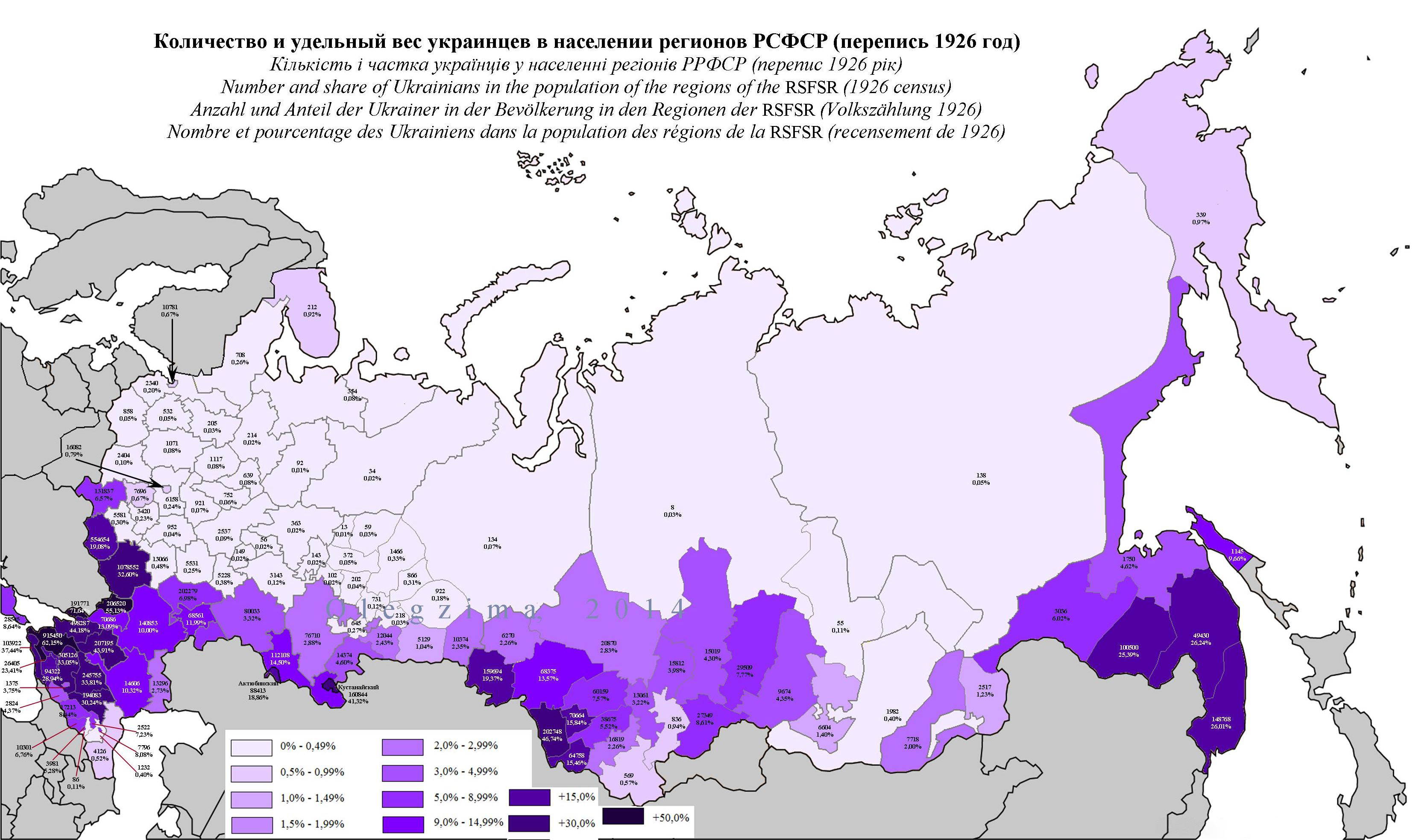
Số lượng và tỷ lệ người Ukraina trong dân số của các khu vực của Nga Xô viết (điều tra dân số năm 1926)

Liên Xô đã chính thức là một đất nước đa văn hóa với không chính thức ngôn ngữ quốc gia. Trên giấy tờ, tất cả các ngôn ngữ và văn hóa đều được bảo đảm bảo vệ nhà nước trên toàn Liên minh. Tuy nhiên, trên thực tế, người Ukraina đã được trao cơ hội để phát triển văn hóa của họ một cách có ý nghĩa chỉ trong phạm vi hành chính của Cộng hòa Ukraina, nơi người Ukraina có tư cách là một quốc gia đặc quyền. Khi nhiều người Ukraina di cư đến các khu vực khác của Liên Xô, sự tách biệt về văn hóa thường dẫn đến sự đồng hóa của họ, đặc biệt là ở Nga, nơi có tỷ lệ di cư cao nhất ở Ukraina.
Ở Siberia, 82% người Ukraina bước vào những cuộc hôn nhân hỗn hợp, chủ yếu là với người Nga. Điều này có nghĩa là ngoài Ukraina Xô viết, có rất ít hoặc không có điều khoản nào để tiếp tục chức năng người di cư. Do đó, báo chí tiếng Ukraina đã sớm được tìm thấy ở các thành phố lớn như Moskva. Các thuộc tính văn hóa của Ukraina như quần áo và thực phẩm quốc gia đã được bảo tồn. Theo một nhà xã hội học Liên Xô, 27% người Ukraina ở Siberia đọc tài liệu in bằng tiếng Ukraina và 38% sử dụng ngôn ngữ tiếng Ukraina. Thỉnh thoảng, các nhóm người Ukraina sẽ đến thăm Siberia. Tuy nhiên, hầu hết người Ukraina ở đó đã đồng hóa.
Do thực tế là người Ukraina nổi bật trong Gulags of Norilsk và Vorkuta Người Ukraina đã tiếp tục là dân tộc đa số ở các thành phố này. Khoảng 80% dân số ở Norilsk năm 1989 có ít nhất một tổ tiên người Ukraina. Theo Volodymyr Kubiyovych và Aleksandr Zhukovsky, khu vực lãnh thổ dân tộc Ukraina bên ngoài biên giới của Ukraina Xô viết (1970) nơi một dân tộc Ukraina sinh sống được ước tính là 146.500 km2, và diện tích các vùng lãnh thổ hỗn hợp quốc gia chiếm khoảng 747.600 vuông cây số.

## Tôn giáo
Tôn giáo 
Đại đa số người Ukraina ở Nga là tín đồ của Giáo hội Chính thống Nga. Các giáo sĩ Ukraina có một vai trò rất có ảnh hưởng đối với Chính thống giáo Nga trong thế kỷ 17 và 18. Gần đây, dân số di cư kinh tế ngày càng tăng từ Galicia đã thành công trong việc thành lập một số nhà thờ Công giáo Ukraina, và có một số nhà thờ thuộc Giáo hội Chính thống giáo Ukraina Tòa thượng phụ Kiev (Kiev Patriarchate), nơi Thượng phụ Filaret đồng ý chấp nhận các nhóm ly khai đã bị Nga trục xuất Giáo hội chính thống vì vi phạm giáo luật. Một số người khẳng định vào năm 2002, rằng bộ máy quan liêu của Nga liên quan đến tôn giáo đã cản trở sự mở rộng của hai nhóm trên. Theo Giáo hội Công giáo Hy Lạp Ukraina, giáo phái của họ chỉ có một tòa nhà thờ ở khắp nước Nga.